# Leopold Bloom
Leopold Paula Bloom James Joyce 1922-es Ulysses című regényének kitalált főszereplője és hőse. 1904. június 16-i dublini peregrinációi és találkozásai hétköznapibb és bensőségesebb léptékben tükrözik Homérosz epikus költeményében, az Odüsszeiaban szereplő Ulysses/Odüsszeusz élményeit.

## Tényleges előzmények
Amikor Joyce 1906-ban először elkezdte tervezni az Ulysses című történetet, hogy beleírja a Dublini emberekbe, a központi szereplő egy dublini ismerősén, Alfred Hunteren alapult, akivel Joyce egy temetésre utazott 1904 júliusában.
Egy másik modell valószínűleg Italo Svevo (Aron Hector Schmitz), olasz író volt.
A karakter nevét (és talán személyiségének egy részét) Joyce trieszti ismerőse, Leopoldo Popper ihlette. Popper cseh származású zsidó volt, aki Joyce-t angol oktatónak fogadta Amalia leánya mellé. Popper vezette a Popper & Blum cégét, és lehetséges, hogy a Leopold Bloom nevet Popper keresztnevének átvételével és a Blum név angolosításával találták ki.
Az Ulysses a huszadik század egyik legnagyobb regénye, helyszíne egyrészt Dublin, ahova 1904 után Joyce soha nem tért vissza; mikor ismerőseitől pénzt tarhált, hogy áttelepülhessen Zürichbe, és elfoglalhasson egy tanári állást, ír "barátai" az útiköltség dupláját küldték el neki, mondván, ennyit bőven megér nekik, hogy Joyce nem Dublinban rontja a levegőt. A bolygó Bloom keletről nyugatra, az emigráns Joyce nyugatról kelet felé vándorolt. A regényből 1967-ben Joseph Strick rendező forgatott filmet, Bloom szerepét Milo O’Shea játszotta, Stephen Dedalus-t pedig Maurice Roëves. Készült továbbá Bloom címmel egy ír film is Sean Walsh rendezésével.

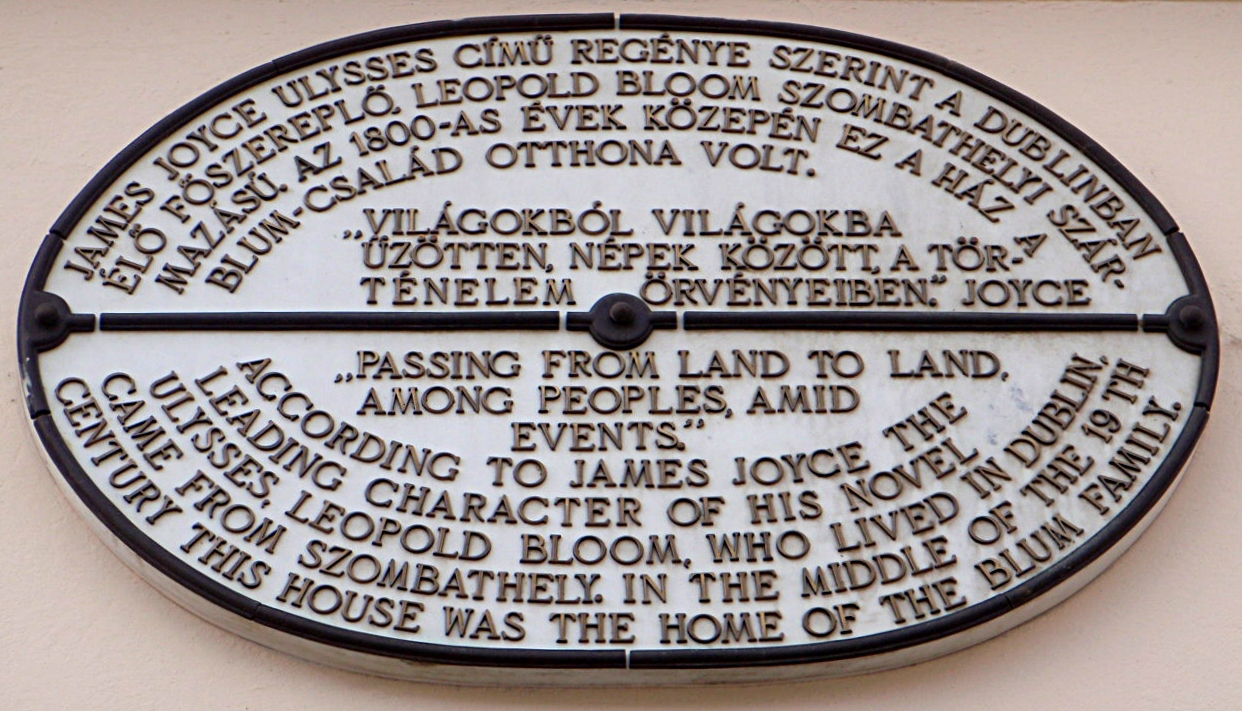
Az Ulysses hősének emléktáblája Szombathely-en

Az Ulysses hőse fiktív személy. Hogy Leopold Bloom alakjának megformálásához valós személy alakját használta fel Joyce, annak könyvtárnyi irodalma van. Az ír Joyce a regényt Triesztben írta, abban a városban, ahol akkor az olasz lakosság mellett, németek, szlávok és magyarok – illetve a katolikusok mellett görögkeletiek, zsidók stb. – egyaránt jelen voltak. A regény 1904. június 16-án, Dublinban játszódik, a szerző szülővárosában, amit akkor már elhagyott, és ahova két rövid látogatás kivételével később sem tért vissza.
Részlet a regényből:
„Én, Rudolph Virág, jelenleg dublini, Clanbrassil Street 52. szám alatti, azelőtt a magyar királyság szombathelyi lakosa, ezennel nyilvánosan közlöm, hogy a Rudolph Bloom nevet vettem fel, és ezentúl szándékom szerint minden alkalommal és minden időben hivatalosan így szerepelek."
Az Ulysses epizódjai (fejezetei) egy sor találkozást és incidenst mutatnak be Bloom kortárs odüsszeiájában Dublinon keresztül-kasul bolyongásai és egyetlen 1904. június 16-i nap során (bár az 1–3., 9. és kisebb mértékben a 7. epizód elsősorban Stephenről szól (Stephen Dedalus), aki a történet tervében Télemakhosz megfelelője. A Joyce rajongók június 16-át „Bloomsday” néven ünneplik.
Joycenak voltak ismeretei Magyarországról, az Ulyssesben említi Kossuthot, Rudolf Bloom nagyapja látta Mária Teréziát stb.
Az Ulyssesben Szombathely és Budapest mellett Székesfehérvár neve is szerepel:
„Miféle egyéb Rudolph Bloommal (született Virággal) kapcsolatos tárgyak voltak a 2. fiókban találhatók? Rudolph Virág és apja, Leopold Virág elhomályosult dagerrotípiája, készült 1852-ben az ő első, illetőleg második unokatestvérük, Stefan Virág fényképészeti műtermében, Székesfehérvárott, Magyarországon."

## Kitalált életrajza
Bloom az étvágyak embereként mutatkozik be az olvasónak:
„Leopold Bloom úr jóízűen fogyasztotta a vadállatok és szárnyasok belső szerveit. Szerette a sűrű béllevest, a diós zúzalékot, a töltött sült szívet, a morzsával sült májszeleteket, a sült tyúkok ikráját. De leginkább a grillezett birkaveséket szerette, amelyek finoman enyhén illatos vizeletet kölcsönöztek a szájpadlásnak.”
Az 1866-ban született Bloom karakter Rudolf Virág (a szombathelyi magyar zsidó Írországba emigrált, judaizmusból áttért protestantizmusba, nevét Rudolph Bloomra változtatta, majd öngyilkos lett) és Ellen Higgins egyetlen fia. Ír protestáns. Körülmetéletlen. Portobellóban, a Clanbrassil utcában laktak. Bloom áttért a katolicizmusra, hogy feleségül vehesse Marion (Molly) Tweedyt 1888. október 8-án. A párnak van egy lánya, Millicent (Milly), aki 1889-ben született; fiuk, Rudolph (Rudy), aki 1893 decemberében született, 11 nap után meghalt. A család a dublini Eccles Street 7. szám alatt él.
A nap előrehaladtával Bloom gondolatai Molly és menedzsere, Hugh 'Blazes' Boylan viszonya felé fordulnak (ferdén, például árulkodó fülférgek révén), és barátja, Paddy Dignam temetése és gyermeke, Rudy halála miatt. A fia hiánya lehet az, ami arra készteti, hogy megajándékozza Stephent, akiért a könyv utolsó epizódjaiban elmegy, kimenti a bordélyházból, visszakíséri a saját házába, és még akár tanulási lehetőséget és munkahelyet is felajánlott neki. Az olvasó megismeri Bloom toleráns, humanista szemléletét, a kukkolás iránti vonzalmát és (tisztán levélbeli) hűtlenségét. Bloom gyűlöli az erőszakot, és az ír nacionalizmus iránti viszonylagos közömbössége vitákhoz vezet néhány társával (leginkább a Küklopsz fejezetben szereplő „polgárral”). Bár Bloom soha nem volt gyakorló zsidó, áttért a római katolikus vallásra, hogy feleségül vegye Mollyt, és valójában három alkalommal keresztelkedett meg, részben zsidó származású, és néha kinevetik és megfenyegetik, mert zsidónak tartják.
Richard Ellmann, Joyce életrajzírója Bloomot "senkiként" jellemezte, aki "gyakorlatilag nincs hatással az őt körülvevő életre". Ebben Ellmann nemességet talált: „Bloom isteni része egyszerűen az ő embersége – az önmaga és más teremtett lények közötti kötelék feltételezése.” Mások, például Joseph Campbell inkább Everyman-figurának, világutazónak (kozmopolisz) tekintik, aki Homérosz Odüsszeuszához hasonlóan "sok ember lakhelyét látogatta meg, és mérlegelte gondolkodásmódjukat". (Odüsszeia 1.3).

## Bloomsday
A legtöbb „Bloomsday"-t az angol nyelvterületen rendezik, de helyszínként valamennyi lakott földrész előfordul. A rendezvények változatosak, a leggyakoribb, az Ulyssesből való felolvasás mellett, több helyen művészeti fesztivált vagy tudományos konferenciát szerveznek. Nem tudni mi okból, de ez a nap ad okot az egyik híres New York-i futóverseny a „Bloomsdayrun" megrendezésére is.

### Bloomsday Szombathelyen
Szombathelyen 1994-ben rendezték meg első alkalommal a Bloomsday kortárs művészeti fesztivált. 1995-től jelenik meg a Leopold Bloom című kortárs művészeti mappa, szerkesztője Székely Ákos.

## Egyéb vonatkozások
Joyce elmondta Sylvia Beachnek, hogy Holbrook Jackson hasonlít Bloomra.
Az író-rendező, Mel Brooks a "Leo Bloom" nevet használta a The Producers című filmjében/musicaljában a mogorva könyvelőre. Leo egy ideges, pánikrohamokra hajlamos könyvelő, aki biztonságra törekszik. Ennek ellenére Leo az, akinek az az ötlete támad, hogyan lehetne pénzt csinálni egy sikertelen színdarabból. A 2001-es színpadi musicalben és annak 2005-ös filmadaptációjában, miután felismeri belső lehetőségeit, Leo hangosan megkérdezi: "Mikor lesz már Bloom napja?" Max Bialystock irodájának hátterében rejtve van egy naptár, amelyen június 16-át, azaz Bloomsdayt jelölik.
A Pink Floyd egykori bandatársa, Roger Waters a „Flickering Flame” című dalában Leopold Bloomra hivatkozik, mint aki Molly Malone mellett ül.
Jeffrey Meyers az "Orwell's Apocalypse: Coming Up for Air, Modern Fiction Studies" című művében azt írta, hogy Orwell a karakterét, George Bowlingot Leopold Bloomról mintázta.
Grace Slick Rejoyce című dala, amely az After Bathing at Baxter’s albumról szól, az Ulysses című regényre vonatkozik; Bloomot említik a dalban.

## Fordítás
Ez a szócikk részben vagy egészben  a   Leopold Bloom című angol Wikipédia-szócikk fordításán alapul.  Az eredeti cikk szerkesztőit annak laptörténete sorolja fel. Ez a jelzés csupán a megfogalmazás eredetét és a szerzői jogokat jelzi, nem szolgál a cikkben szereplő információk forrásmegjelöléseként.